# Anaxipha armstrongi
Anaxipha armstrongi är en insektsart som beskrevs av Lucien Chopard 1929. Anaxipha armstrongi ingår i släktet Anaxipha och familjen syrsor. Inga underarter finns listade i Catalogue of Life.